# Adolf Ludvig Ribbing
Adolf Ludvig Ribbing (ur. 10 stycznia 1765, zm. 1 kwietnia 1843) – szwedzki polityk.

## Życiorys
Jego ojcem był polityk i dyplomata Fredrik Ribbing (1721-1783).
Adolf Ludvig był członkiem spisku, w wyniku którego zginął w 1792 roku Król Szwecji Gustaw III.